# Great Barasway
Great Barasway is een plaats (settlement) in de Canadese provincie Newfoundland en Labrador. Het gehucht bevindt zich in het zuidoosten van het eiland Newfoundland.

## Toponymie
Great Barasway wordt soms ook wel Big Barasway en historisch ook Great Barachois genoemd. Barasway is een Newfoundlands-Engelse variant op barachois, een soort van lagune. Het naamdeel Great verwijst naar het feit dat de plaats gelegen is aan een barachois die vele malen groter is dan die van het noordelijker gelegen plaatsje Little Barasway.

## Geografie
Great Barasway bevindt zich aan de westkust van Avalon, het zuidoostelijke schiereiland van Newfoundland. De plaats is gelegen aan de oevers van de Placentia Bay, meer bepaald aan een barachois-lagune genaamd Great Barasway Pond. De nederzetting is gebouwd in het dal van het riviertje dat via die lagune in zee uitmondt.
De gemeentevrije plaats bevindt zich in de kustregio Cape Shore en is bereikbaar via provinciale route 100. Ze ligt 3,5 km ten noorden van Ship Cove en 6 km ten zuiden van Little Barasway.

## Geschiedenis en demografie
De plaats werd, net zoals de andere nederzettingen aan de Cape Shore, in de eerste helft van de 19e eeuw gesticht door Ierse immigranten. In 1857 was Great Barasway een gehucht bestaande uit drie huizen. In 1945 telde de plaats vier huishoudens, wonend in drie huizen, die tezamen 39 inwoners telden. Alle gezinshoofden hadden toen de familienaam O'Keefe.
De plaats telde in 2006 twintig inwoners. In 2021 woonden er maar vijf mensen meer.